# Manoel de Barros
Manoel Wenceslau Leite de Barros (Cuiabá, 19 de desembre de 1916 − Campo Grande, 13 de novembre de 2014) fou un poeta brasiler. Nascut al Beco da Marinha, a la vora del riu Cuiabà (Mato Grosso), encara petit es mudaria amb la família a Campo Grande i, més tard, a Rio de Janeiro, per a completar els seus estudis. Acabaria la seva formació en dret el 1941. Publicà el seu primer llibre de poemas el 1937, Poemas concebidos sem pecado. En la dècada dels anys 60 tornà a Campo Grande, a la fazenda pairal on es dedicà a la cria de bestiar.
D'ençà de la dècada de 1930 publicà diversos llibres. La seva poesia té com a leitmotiv la natura, representada mitjançant la contrada de Pantanal de Corumbà.
És un poeta que defuig la vida de ciutat i l'àmbit urbà en general i la seva poesia poua en la natura, les bestioles, ocells, gent humil, arbres, rius i el quotidià en general. Ell mateix declarà que l'únic mot legítimament urbà permig els seus arquissemes poètics és paret. La resta dimanen directament de la seva minyonesa i són arbre, gripau, llimac, antre, molsa, boca, granota, aigua, pedra, cargol.
Al llarg de la seva vida va rebre diversos premis, entre els quals dos Prêmios Jabuti de Literatura i un Prêmio da Associação Paulista de Críticos de Arte de poesia.
És conegut a casa nostra mercès a l'antologia-entrevista que en va dur a terme el poeta Albert Roig, Riba del dessemblat (2005, Lleonard Muntaner, Editor), qui hi trobà connexions tel·lúriques entre l'Ebre, tan present a la imatgeria de Roig, i el Pantanal de Barros.

## Obres
- 1937 — Poemas concebidos sem pecado (Poemes concebuts sense pecat)
- 1942 — Face imóvel (Visatge immòbil)
- 1956 — Poesias
- 1960 — Compêndio para uso dos pássaros (Compendi per a usatge dels ocells)
- 1966 — Gramática expositiva do chão (Gramàtica expositiva del terra)
- 1974 — Matéria de poesia
- 1980 — Arranjos para assobio (Arranjaments per a xiulet)
- 1985 — Livro de pré-coisas (Llibre de pre-coses)
- 1989 — O guardador das águas (El desador d'aigües)
- 1990 — Gramática expositiva do chão: Poesia quase toda
- 1993 — Concerto a céu aberto para solos de aves (Concert a cel obert per a solos d'aus)
- 1993 — O livro das ignorãças (El llibre de les ignoràncies)
- 1996 — Livro sobre nada (Llibre sobre no-res)
- 1996 — Das Buch der Unwissenheiten - Edició de la revista alemanya Alkzent
- 1998 — Retrato do artista quando coisa (Retrat de l'artista quan és cosa)
- 2000 — Ensaios fotográficos
- 2000 — Exercícios de ser criança (Exercicis de ser marrec)
- 2000 — O encantador de palavras - Edició portuguesa (L'encantador de paraules)
- 2001 — O fazedor de amanhecer (El faedor d'albes)
- 2001 — Tratado geral das grandezas do ínfimo (Tractat general de les grandeses de l'ínfim)
- 2001 — Águas
- 2003 — Para encontrar o azul eu uso pássaros (Per a trobar el blau jo faig servir ocells)
- 2003 — Cantigas para um passarinho à toa (Cantigues per a un ocellet endebades)
- 2003 — Les paroles sans limite - Edició francesa
- 2004 — Poemas Rupestres
- 2005 — Riba del dessemblat. Antologia poètica — Edició catalana (2005, Lleonard Muntaner, Editor)
- 2005 — Memórias inventadas I
- 2006 — Memórias inventadas II

## Premis i guardons
- 1960 — Prêmio Orlando Dantas - Diário de Notícias, amb el llibre Compêndio para uso dos pássaros;
- 1966 — Prêmio Nacional de poesias, amb el llibre Gramática expositiva do chão;
- 1989 — Prêmio Jabuti de Literatura, a la categoria Poesia, amb el llibre O guardador de águas;
- 1990 — Prêmio Jacaré de Prata da Secretaria de Cultura de Mato Grosso do Sul com a millor escriptor de l'any;
- 1996 — Prêmio Nestlé de Poesia, amb el llibre Livro sobre nada;
- 1996 — Prêmio Alfonso Guimarães da Biblioteca Nacional, amb el llibre Livro das ignorãnças;
- 1998 — Prêmio Nacional de Literatura do Ministério da Cultura, pel conjunt de l'obra;
- 2000 — Prêmio Odilo Costa Filho - Fundação do Livro Infanto Juvenil, amb el llibre Exercício de ser criança;
- 2000 — Prêmio Academia Brasileira de Letras, amb el llibre Exercício de ser criança;
- 2002 — Prêmio Jabuti de Literatura, a la categoria llibre de ficció, amb O fazedor de amanhecer;
- 2005 — Prêmio Associação Paulista de Críticos de Arte 2004 de millor poesia, amb el llibre Poemas rupestres;
- 2006 — Prêmio Nestlé, amb el llibre Poemas rupestres;